# Ganodermanontriol
Le ganodermanontriol (GNDT) est un triterpénoïde polycyclique polyoxygéné, dérivé du lanostane (en). Il est présent dans Ganoderma lucidum.